# Нели Куцкова
Нели Петрова Куцкова е български съдия и обществен деятел. Нели Куцкова е бивш председател на Съюза на съдиите в България, бивш член на Висшия съдебен съвет, както и кандидат за вицепрезидент на Петър Стоянов на изборите 2001.

## Биография
Нели Куцкова е родена на 21 юни 1957 в гр. Априлци. През 1976 завършва Немска езикова гимназия, а през 1981 право в Юридическия факултет на Софийски университет. Омъжена е за архитект и има син. Говори немски, английски и руски език .

## Съдийска кариера
Нели Куцкова е дългогодишен съдия, специализираща гражданско право. Нели Куцкова започва съдебната си кариера през 1982 в Софийски градски съд като стажант-съдия, през 1984 става младши съдия към същия съд, а в периода 1986 – 1991 е районен съдия в Първи районен съд в София, негов заместник-председател и председател. Следва кариерата ѝ в СОС и САС .
Тя е била дългогодишен председател на Софийския окръжен съд , а по-късно е член-съдия в Софийския апелативен съд .

## Правна и обществена дейност / политическа кариера

### ССБ
Основател е и председател на Съюза на съдиите в България.
Нели Куцкова е сред основните инициатори, основатели и една от най-видниге фигури на Съюза на съдиите в България  – професионална организация на съдиите в България, създадена през 1997 . Нели Куцкова е втори председател на ССБ (2003 – 2007?), като наследява на този пост от съдия Капка Костова (1997 – 2003). След това е говорител на ССБ и председател на Правно-етичната му комисия . Куцкова има големи заслуги за изграждането и укрепването на ССБ и утвърждаването на съюза като най-авторитетната съдийска организация и основен фактор в областта на съдебната реформа. Нели Куцкова, като представител на ССБ, е основен опонент на Бойко Борисов в моментите, когато той, в качеството си на главен секретар на МВР (а също и по-късно като министър-председател), опитва да държи съда отговорен за провалите в борбата с престъпността – период, известен с емблематичната фраза „ние ги хващаме, те ги пускат“ .

### ПИОР
През 1994 заедно с четири други видни съдии и обществени деятелки – Миглена Тачева, Душана Здравкова и Капка Костова Куцкова става инициатор за създаване на Правната инициатива за образование и развитие (ПИОР). ПИОР е една от ранните български неправителствени оганизации, работещи в областта на съдебната реформа и върховенството на закона. В края на 90-те инициаторките на ПИОР поемат по свой път като организацията окончателно премества фокуса на дейността си в гр. Варна и се оглавява от Миглена Тачева.

### Зам.-министър на правосъдието
От 12 февруари 1997 до 20 май 1997 Куцкова е заместник-министър на правосъдието в служебния кабинет, оглавяван от Стефан Софиянски (министър на правосъдието е адв. Хараламби Анчев).

### Член на ВСС
Нели Куцкова е член на Висшия съдебен съвет от 16 декември 1998 до 16 декември 2003 . Тя е говорител на съвета и в това свое качество Куцкова е основен застъпник за реформирането на съдебната система. През 2003 Куцкова съинициира безпрецедентния призив на ВСС към тогавашния главен прокурор Никола Филчев  да подаде оставка от поста си., който остава на поста си, но този епизод се помни със смелостта  на инициаторите.

### Кандидат за вицепрезидент
На изборите за президент на Република България през 2001 Куцкова се явява като кандидат за вицепрезидент и подгласник на президента Петър Стоянов. След загубата на изборите Куцкова се връща към съдийската си кариера. Заедно с Блага Димитрова, Ирина Бокова и Маргарита Попова кандидатурата на Куцкова е един от случаите в българската политика, в които някоя от основните политически сили издига жена за кандидат-вицепрезидент.